# 富永町 (岡崎市)
富永町（とみながちょう）は、愛知県岡崎市の町名。11の小字が設置されている。

## 地理
岡崎市西部に位置し、東から南は新堀町、西は安城市別郷町、北は西本郷町、北東は東本郷町に接する。

### 小字
- 乙尾（おとお）
- 社本（しゃもと）
- 棚池（たないけ）
- 長悦（ちょうえつ）
- 寺前（てらまえ）
- 蓮沼（はすぬま）
- 番丈目（ばんじょうめ）
- 平田（ひらた）
- 福塚（ふくづか）
- 三ツ島（みつじま）
- 六之内（ろくのうち）

## 世帯数と人口
2022年（令和4年）5月1日現在の世帯数と人口は以下の通りである。
| 町丁   | 世帯数  | 人口  |
| ------ | ------- | ----- |
| 富永町 | 227世帯 | 523人 |

## 学区
市立小・中学校に通う場合、学区は以下の通りとなる。また、公立高等学校に通う場合の学区は以下の通りとなる。
| 番・番地等 | 小学校               | 中学校             | 高等学校普通科 |
| ---------- | -------------------- | ------------------ | -------------- |
| 全域       | 岡崎市立矢作南小学校 | 岡崎市立矢作中学校 | 三河学区       |

## 歴史
碧海郡富永村を前身とする。

### 町名の由来
八名郡富永荘の富永一族が来住したことによる説や、富永五郎実興が来住したことによる説がある。

### 沿革
- 1889年（明治22年）10月1日 - 町村制施行・合併に伴い、碧海郡中郷村大字富永となる[8][9]。
- 1906年（明治39年）5月1日 - 合併に伴い、矢作町大字富永となる[8][10]。
- 1955年（昭和30年）4月1日 - 岡崎市へ編入し、同市富永町となる[8][10]。

## 施設
- 社宮神社
- 清泰寺

## 交通
- 愛知県道26号岡崎環状線

## その他

### 日本郵便
- 郵便番号 : 444-0946[2]（集配局：岡崎郵便局[11]）。